# Saison 9 de La France a un incroyable talent
Vous pouvez aider à l'améliorer ou bien discuter des problèmes sur sa page de discussion.
- Il n'est pas vérifiable et peut contenir des informations totalement erronées. Il est fortement conseillé aux contributeurs d'étayer son contenu par des sources fiables. Sans cela, sa suppression pourrait être envisagée. (si vous venez d'apposer le bandeau, veuillez cliquer sur ce lien pour créer la discussion et en afficher les indications). (Marqué depuis avril 2025)
- Il peut contenir un travail inédit ou des déclarations non vérifiées. Vous pouvez l’améliorer en ajoutant des références. (Marqué depuis janvier 2022)

- Archive Wikiwix
- Bing
- Cairn
- DuckDuckGo
- E. Universalis
- Gallica
- Google
- G. Books
- G. News
- G. Scholar
- Persée
- Qwant
- (zh) Baidu
- (ru) Yandex
- (wd) trouver des œuvres sur Wikidata

Vous pouvez aider à l'améliorer ou bien discuter des problèmes sur sa page de discussion.
- Son admissibilité est à vérifier. Motif : Manque de sources, de références, TI. Les ref (buzzesques) ne concernent qu'une partie des audiences, déjà dans l'article principal. Info doublonnant ce dernier. Données chiffrées sans références. Saison ne se démarquant pas particulièrement. Vous êtes invité à le compléter pour expliciter son admissibilité, en y apportant des sources secondaires de qualité. (Marqué depuis août 2025)
- Il ne cite pas suffisamment ses sources. Vous pouvez indiquer les passages à sourcer avec {{référence nécessaire}} ou {{Référence souhaitée}}, et inclure les références utiles en les liant aux notes de bas de page. (Marqué depuis janvier 2022)
- Certaines de ses couleurs nuisent à son accessibilité et ne respectent pas la charte graphique. Les couleurs ne sont pas interdites, mais il est conseillé d'en faire un usage modéré qui respecte les normes d'accessibilité. (Marqué depuis avril 2025)
- Son texte doit être wikifié : il ne correspond pas à la mise en forme Wikipédia (style, typographie, liens internes, liens entre les wikis, etc.). (Marqué depuis avril 2025)

- Archive Wikiwix
- Bing
- Cairn
- DuckDuckGo
- E. Universalis
- Gallica
- Google
- G. Books
- G. News
- G. Scholar
- Persée
- Qwant
- (zh) Baidu
- (ru) Yandex
- (wd) trouver des œuvres sur Wikidata

La neuvième saison de La France a un incroyable talent, émission française de divertissement a été diffusée tous les mardis du 9 décembre 2014 au 27 janvier 2015 sur M6 de 20 h 50 à 22 h 50.
C'est à la fin de la 8e saison de La France a un incroyable talent qu'Alex Goude et Sandrine Corman ont annoncé le retour de l'émission pour une 9e saison et l'ouverture des castings.
Pour cette neuvième saison l'émission change de lieu, elle est tournée au Théâtre André Malraux à Rueil-Malmaison les 6-8 et 9 septembre 2014. Elle a été tournée aussi à Marseille le 13 septembre 2014[réf. nécessaire].
Le vainqueur de l'édition 2015 de La France a un incroyable talent est le Bagad de Vannes.

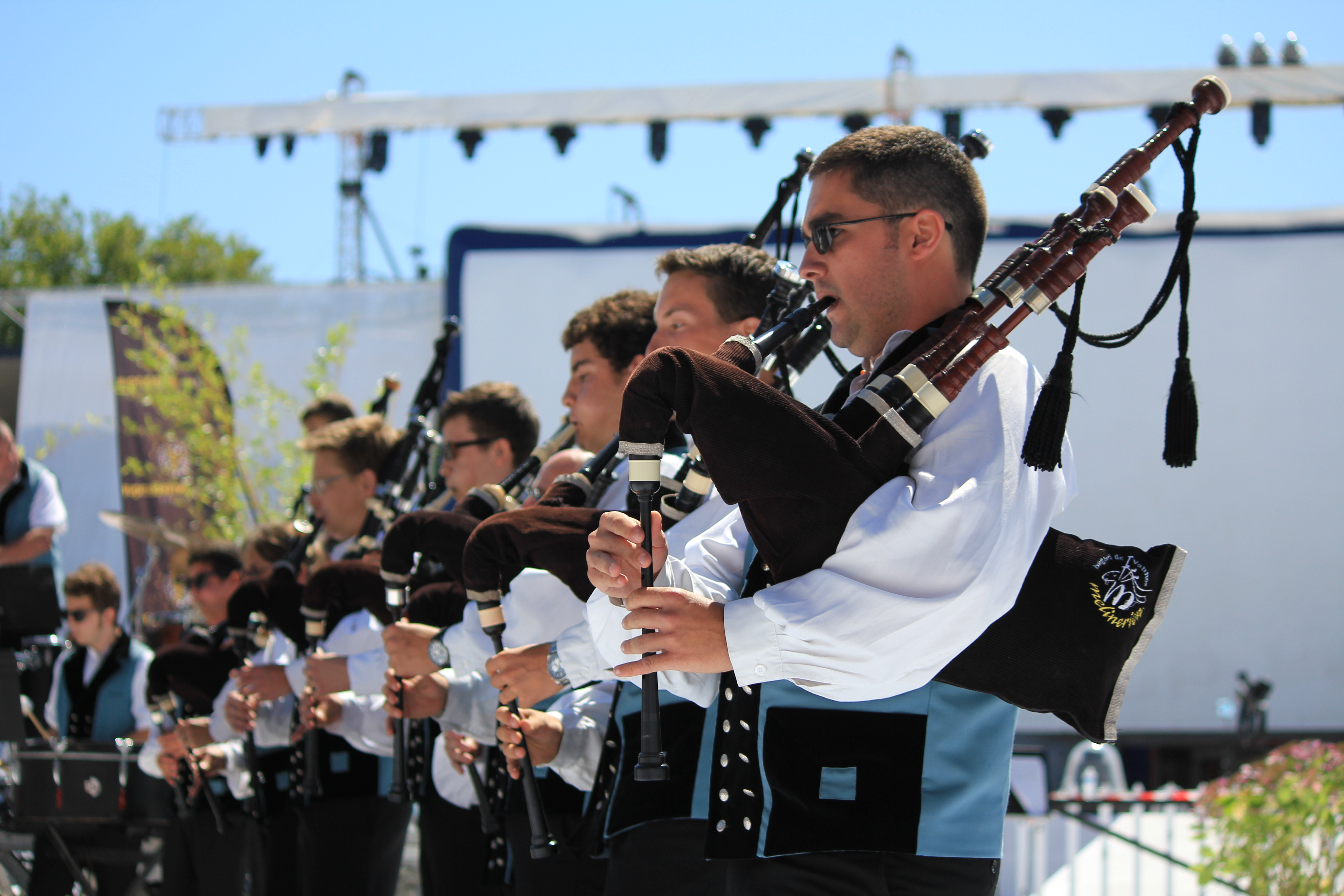
Le groupe vainqueur lors du championnat national des bagadoù 2014.

## Présentateurs et jury
Cette saison l'émission en première partie de soirée est présentée par Alex Goude et Louise Ekland, suivie par La France a un incroyable talent, ça continue présentée par Jérôme Anthony.
Le jury est composé de Gilbert Rozon, présent depuis la première saison, de Lorie, Olivier Sitruk et Giuliano Peparini (tous les trois arrivés lors de cette neuvième saison).

## Émissions

### Qualifications
La nouveauté est l'apparition du « Golden Buzzer ». À la fin de chaque numéro, si l'un des membres du jury a un coup de cœur pour la prestation exécutée par le candidat, il peut appuyer sur son Golden Buzzer et permettre au candidat d'être qualifié directement en demi-finale (sans passer par les délibérations). Il n'y a qu'un seul Golden Buzzer par membre du jury.

### Demi-finales

#### Première demi-finale
La première demi-finale a été diffusée le 13 janvier 2015. Le duo Élisa et Adrien, qui était qualifié, a dû abandonner la compétition et Patrik Cottet-Moine, qui n'était pas qualifié, les a remplacés.
| Ordre | Nom                 | Numéro                              | Buzz et choix du jury | Buzz et choix du jury | Buzz et choix du jury | Buzz et choix du jury | Résultat              |
| Ordre | Nom                 | Numéro                              | Gilbert               | Olivier               | Lorie                 | Giuliano              | Résultat              |
| ----- | ------------------- | ----------------------------------- | --------------------- | --------------------- | --------------------- | --------------------- | --------------------- |
| 1     | Yanis               | Danse                               | refusé                |                       |                       | accepté               | Choix de Giuliano     |
| 2     | Hugo & Katharine    | Acrobatie                           |                       | accepté               |                       |                       | Choix d'Olivier       |
| 3     | Bartigerzz          | Sport de rue, musculation           |                       |                       |                       |                       | Éliminés              |
| 4     | José Fuentes        | Danse avec chiens (Carrie et Cindy) |                       | refusé                |                       |                       | Éliminés              |
| 5     | Patrik Cottet-Moine | Mime (avec bruitages)               | refusé                |                       |                       |                       | Éliminé               |
| 6     | Amani               | Chant                               |                       |                       | accepté               |                       | Choix de Lorie        |
| 7     | Bagad de Vannes     | Orchestre breton                    |                       |                       |                       |                       | Choisis par le public |
| 8     | Spencer Horsman     | Illusion                            | refusé                | refusé                |                       |                       | Éliminé               |
| 9     | Marianne            | Chant lyrique                       | accepté               |                       |                       |                       | Choix de Gilbert      |
| 10    | Ava                 | Trapèze, burlesque, humour          | refusé                |                       |                       |                       | Éliminée              |

#### Deuxième demi-finale
La deuxième demi-finale a été diffusée le 20 janvier 2015
| Ordre | Nom                 | Numéro                          | Buzz et choix du jury | Buzz et choix du jury | Buzz et choix du jury | Buzz et choix du jury | Résultat              |
| Ordre | Nom                 | Numéro                          | Gilbert               | Olivier               | Lorie                 | Giuliano              | Résultat              |
| ----- | ------------------- | ------------------------------- | --------------------- | --------------------- | --------------------- | --------------------- | --------------------- |
| 1     | Erza                | Chant                           |                       |                       |                       |                       | Choisie par le public |
| 2     | Drapeaux Humains    | Acrobaties sur une barre en fer | refusé                |                       |                       |                       | Éliminés              |
| 3     | Stevie Starr        | Avalage                         |                       | accepté               |                       |                       | Choix d'Olivier       |
| 4     | Cascade             | Démonstration de cascades       | accepté               |                       |                       |                       | Choix de Gilbert      |
| 5     | Svyatoslav          | Sangles aériennes               |                       |                       | accepté               |                       | Choix de Lorie        |
| 6     | Shut up Show        | Bruitage et mime                | refusé                | refusé                |                       |                       | Éliminés              |
| 7     | Martin Dubé         | Imitation                       | refusé                |                       |                       |                       | Éliminé               |
| 8     | Arthur Cadre        | Danse et contorsion             |                       |                       |                       | accepté               | Choix de Giuliano     |
| 9     | Dasha Pearl         | Chant                           |                       |                       |                       |                       | Éliminée              |
| 10    | Sébastian et Réjean | Jongle                          | refusé                |                       |                       |                       | Éliminés              |

### Finale
La finale a été diffusée en direct le 27 janvier 2015.
Le Bagad de Vannes a gagné la 9e saison.
| Classement | Ordre de passage | Nom              | Numéro                             | Pourcentage[Quoi ?] |
| ---------- | ---------------- | ---------------- | ---------------------------------- | ------------------- |
| 1ers       | 1                | Bagad de Vannes  | Musique bretonne, avec instruments | 90,93 %             |
| 2e         | 10               | Marianne         | Chant lyrique                      | 6,10 %              |
| 3e         | 5                | Erza             | Chant                              | 0,87 %              |
| 4e         | 4                | Stevie Starr     | Avalage                            | 0,80 %              |
| 5e         | 7                | Arthur Cadre     | Danse et contorsion                | 0,60 %              |
| 6e         | 3                | Yanis            | Danse                              | 0,54 %              |
| 7e         | 6                | Cascade          | Démonstation de cascades           | 0,53 %              |
| 8e         | 2                | Svyatoslav       | Sangles aériennes                  | 0,43 %              |
| 9e         | 8                | Amani            | Chant                              | 0,30 %              |
| 10e        | 9                | Hugo & Katharine | Acrobatie                          | 0,10 %              |

## Audimat

### La France a un incroyable talent
| Épisode | Date de diffusion                         | Audience moyenne          | Audience moyenne | Références |
| Épisode | Date de diffusion                         | Nombre de téléspectateurs | PDM              | Références |
| ------- | ----------------------------------------- | ------------------------- | ---------------- | ---------- |
| 1       | Mardi 9 décembre 2014 (auditions jour 1)  | 2 925 000                 | 12,2 %           | [ 1 ]      |
| 2       | Mardi 16 décembre 2014 (auditions jour 2) | 2 597 000                 | 10,4 %           | [ 2 ]      |
| 3       | Mardi 23 décembre 2014 (auditions jour 3) | 2 881 000                 | 11,6 %           | [ 3 ]      |
| 4       | Mardi 30 décembre 2014 (auditions jour 4) | 3 649 000                 | 14,1 %           | [ 4 ]      |
| 5       | Mardi 6 janvier 2015 (auditions jour 5)   | 2 680 000                 | 11,1 %           |            |
| 6       | Mardi 13 janvier 2015 (1er demi-finale)   | 2 576 000                 | 10,5 %           | [ 5 ]      |
| 7       | Mardi 20 janvier 2015 (2e demi-finale)    | 2 220 000                 | 9,7 %            | [ 6 ]      |
| 8       | Mardi 27 janvier 2015 (finale)            | 2 519 000                 | 10,5 %           | [ 7 ]      |

Légende :
- Les plus hauts chiffres d'audience
- Les plus bas chiffres d'audience

### La France a un incroyable talent, ça continue
| Épisode | Date de diffusion                    | Audience moyenne          | Audience moyenne | Références |
| Épisode | Date de diffusion                    | Nombre de téléspectateurs | PDM              | Références |
| ------- | ------------------------------------ | ------------------------- | ---------------- | ---------- |
| 1       | Mardi 9 décembre 2014 (22:50-00:00)  | 1 320 000                 | 12,9 %           | [ 8 ]      |
| 2       | Mardi 16 décembre 2014 (22:50-00:00) | 1 190 000                 | 10,8 %           |            |
| 3       | Mardi 23 décembre 2014 (22:50-00:00) | 1 650 000                 | 12,5 %           | [ 9 ]      |
| 4       | Mardi 30 décembre 2014 (22:50-00:00) | 2 440 000                 | 16,3 %           | [ 10 ]     |
| 5       | Mardi 6 janvier 2015 (22:50-00:00)   | 1 323 000                 | 11,4 %           | [ 11 ]     |
| 6       | Mardi 13 janvier 2015 (23:05-00:20)  | 1 118 000                 | 9,6 %            |            |
| 7       | Mardi 20 janvier 2015 (23:05-00:20)  | 879 000                   | 8,6 %            |            |
| 8       | Mardi 27 janvier 2015 (23:05-00:20)  | 1 144 000                 | 9,5 %            |            |

Légende :
- Les plus hauts chiffres d'audience
- Les plus bas chiffres d'audience